# Frea paralbicans
Frea paralbicans là một loài bọ cánh cứng trong họ Cerambycidae.